# Myrtillocactus
Myrtillocactus Console, 1897 è un genere di piante succulente della famiglia delle Cactacee, diffuso in Messico e Guatemala.

## Descrizione
Può raggiungere l'altezza di 4m. Produce fiori piccoli, bianchi e profumati che spuntano sulla cima dei rami giovani. Produce anche frutti commestibili che assomigliano a dei mirtilli.

## Tassonomia
Il genere comprende le seguenti specie:
- Myrtillocactus cochal (Orcutt) Britton & Rose
- Myrtillocactus eichlamii Britton & Rose
- Myrtillocactus geometrizans (Mart. ex Pfeiff.) Console
- Myrtillocactus schenckii (J.A.Purpus) Britton & Rose

## Coltivazione
È consigliato proteggerlo dall'umidità, visto che facilmente può marcire e preferisce la luce solare diretta. Bagnarlo solo quando il terriccio è secco e evitare di bagnarlo dall'autunno alla primavera (bagnare solo se appassisce). Concimare in primavera una volta ogni anno, non concimare le piante invasate recentemente. Mantenere sempre una temperatura tra i 10 e i 30 °C.